# Det Norske Kammerorkester
Pour les articles homonymes, voir DNK.
Det Norske Kammerorkester (aussi abrégé DNK) est un orchestre norvégien de musique classique, originaire d'Oslo.

## Histoire
L'orchestre est formé en 1977 par le violoniste Bjarne Fiskum, qui en a l'idée à l'issue d'un cours d'été destiné aux jeunes talents des cordes, durant l'été 1975. Depuis sa création, l'orchestre enregistre une vingtaine d'albums et effectué de nombreuses tournées en Norvège, en Europe, en Asie et aux États-Unis. Depuis 1995, l'orchestre organise chaque année le Festival des nuits d'hiver d'Oslo. Avec un total de sept Spellemannprisen, dont le Spellemann de l'année en 1988, l'orchestre est l'un des groupes les plus récompensés, quel que soit le genre.
Au printemps 2020, DNK modifie le profil de ses musiciens en introduisant un collectif de musiciens permanent composé de 21 cordes,. Auparavant, d'autres groupes d'instruments faisaient également partie de l'orchestre, comme les bois et les percussions.
À partir de 2021, le violoniste finlandais Pekka Kuusisto est le directeur artistique de DNK.

## Distinctions
- Griegprisen en 1983
- Bourse de lancement international de 500 000 couronnes norvégiennes de la Fondation norvégienne pour la taxe sur les cassettes en 1988
- Violoniste de l'année aux Spellemannprisen 1988
- Spellemannprisen 1988 dans la catégorie musique classique/contemporaine pour Britten/Mozart/Tsjaikovski.
- Spellemannprisen 1992 dans la catégorie « musique orchestrale » pour Joseph Haydn : Concertos pour violoncelle (avec Truls Mørk en solo et Iona Brown en chef d'orchestre)[5].
- Nommé pour le Spellemannprisen 1995 dans la catégorie « musique orchestrale » pour Tchaïkovski, Chostkovitch, Stravinsky ; musique de chambre.
- Spellemannprisen 1996 dans la catégorie « musique orchestrale » pour Grieg et Nielsen : musique pour orchestre à cordes (sous la direction de Iona Brown).
- Spellemannprisen 1999 dans la catégorie « musique contemporaine » pour Rolf Wallin : Boyl (avec l'orchestre philharmonique d'Oslo et le Sinfonietta d'Oslo).
- Gramophone Concert Prize 2000 pour Haydn : Concertos pour piano nos 3, 4 et 11 (avec Leif Ove Andsnes comme chef d'orchestre et soliste).
- Spellemannprisen 2000 dans la catégorie « musique classique/contemporaine » pour Haydn : Concerto pour piano nos 3, 4 et 11 (avec Leif Ove Andsnes comme chef d'orchestre et solo)
- Nommé pour le Spellemannprisen 2006 dans la catégorie « musique contemporaine » pour Corelli Machine
- Nommé pour le prix Spellemann 2008 dans la catégorie «  musique classique » pour Mozart : Concertos pour piano 17 et 20 (avec le soliste Leif Ove Andsnes)
- Lindemanprisen 2013 (avec Terje Tønnesen)
- Gammlengprisen 2016 en musique classique
- Spellemannprisen 2023 dans la catégorie « contemporain » pour Glass & Bjerkestrand : Patientia (avec Sara Övinge et Edward Gardner)[6]